# 1966 في بيرو
فيما يلي قوائم الأحداث التي وقعت خلال عام 1966 في بيرو.

## سياسة

### انتهاء فترة المنصب
- 21 يناير – فالنتين بانياغوا Minister of Justice and Human Rights  [لغات أخرى]‏.

## مواليد

### أغسطس
- 13 أغسطس – ميغيل ميراندا لاعب كرة قدم بيروفي.[1]

### نوفمبر
- 30 نوفمبر – فرانك رويز لاعب كرة قدم بيروفي.

## وفيات

### يوليو
- 18 يوليو – مانويل ماريا بونس (مواليد 1874)[2]

### ديسمبر
- 14 ديسمبر – فيكتور أندريس بيلاوندى (مواليد 1883) سياسي بيروفي.[3]